# 益永拓弥
益永 拓弥（ますなが たくみ、1997年10月17日 - ）は、日本の俳優。2025年4月1日よりキャストコーポレーションに所属。同年3月31日まではジュネスに所属していた。

## 人物
- スリーサイズはB82・W70・H86[2]。
- 足のサイズは27.5cm[2]。
- 趣味はサウナ・温泉巡り、コーヒー[1]。
- 特技は水泳、ソフトテニス、空手[1]。

## 出演

### 舞台
- 腐テキ★REVOLUTION - 富沢俊二 役
  - 〜ハピエンのススメ〜（2018年）[3]
  - 〜FLOWで勝ち取るスパイスバトル〜（2019年）[4]
- 時計〜僕がいる理由〜（2019年） - 浅井実 役[5]
- SAKURA（2019年） - 田上真蔵 役[6]
- MEMORY BOYS〜想い出を売る店〜（2019年 - 2020年） - チームフォルテ・グリッサ 役[7]
- 青春歌闘劇バトリズムステージINITIO（2021年） - サク 役[8]
- コトバノコトバ（2021年） - ダーニー 役[9]
- ダルマ（2021）（2021年） - 堤 役[10]
- ミュージカル『新テニスの王子様』 - 亜久津仁 役[11]
  - The Second Stage（2022年）[12]
  - Revolution Live 2022（2022年）[13]
  - The Third Stage（2023年）[14]
- ミュージカル『テニスの王子様』4thシーズン - 亜久津仁 役[15]
  - TAKESHI KONOMI Presents『テニプリ☆ソニック2022-おてふぇす in 日本武道館』（2022年）[16]
  - 青学vs聖ルドルフ・山吹（2022年）[17]
- ARGONAVIS the Live Stage2 〜目醒めの王者と恒星のプログレス〜（2023年） - 摩周慎太郎 役[18]
- 舞台「ブルーロック」（2023年） - 剣城斬鉄 役[19]
- 『ヒプノシスマイク -Division Rap Battle-』Rule the Stage -New Encounter-（2024年） - 毒島メイソン理鶯 役[20]
  - 『ヒプノシスマイク -Division Rap Battle-』Rule the Stage -Grateful Cypher-（2024年）[21]
  - 『ヒプノシスマイク -Division Rap Battle-』Rule the Stage《MAD TRIGGER CREW & どついたれ本舗 feat. 道頓堀ダイバーズ》（2025年）[22][23]
  - 『ヒプノシスマイク -Division Rap Battle-』Rule the Stage《Mix Tape1 Revenge》（2025年）[22]
  - 『ヒプノシスマイク -Division Rap Battle-』Rule the Stage《Hypnosis Delight Fes.》（2025年公演予定）[24]
  - 『ヒプノシスマイク -Division Rap Battle-』Rule the Stage《Division Jam Tour》vol.1（2025年公演予定）[25]
- 歌絵巻『ヒカルの碁』序の一手（2024年） - 尹 役[26]
- キ上の空論『人骨のやらかい』（2025年）[27]
- 体験型演劇『ガリレオの目-それでも地球は-』（2025年）[28]

### MV
- SHISHAMO SHORT FILMS 「明日メトロですれちがうのは、魔法のような恋」『音楽室は秘密基地』篇
- ravenknee「OVERDOSE」